# Kosta (priimek)
Kosta je priimek v Sloveniji, ki ga je po podatkih Statističnega urada Republike Slovenije na dan 1. januarja 2010 uporabljalo 9 oseb.

## Znani nosilci priimka
- Brane Mihajlovič Kosta (*1963), kitarist
- Hilarij Kosta (*1938), vinogradniški strokovnjak
- Lado Kosta (1921—1986), kemik, univ. profesor